# Thaddäus Bayer
Franz Thaddäus Bayer, ab 1791 Edler von Bayer, (* 7. Oktober 1737 in Herrnbaumgarten; † 9. September 1809 in Wien) war ein österreichischer Mediziner.

## Leben
Bayer war Sohn des Baders Franz Joseph Payer. Er erhielt in Nikolsburg seine erste medizinische Ausbildung und studierte anschließend an der Universität Wien, an der 1760 die Dissertation Dissertatio Inauguralis Medica De Animi Affectibus verteidigte. Er wurde 1760 Feldarzt, bis er 1767 als Lehrer der Pathologie an die Karls-Universität Prag kam. Dort war er zugleich Militärarzt. Kaiserin Maria Theresia übertrug ihm 1772 das Amt des Vizedirektors der medizinischen Fakultät in Prag. Zudem wurde er zum Wirklichen Sanitätsrat ernannt. 1776 erfolgte seine Wahl zum Rektor der Prager Universität.
Bayer war von 1778 bis 1785 von Kaiser Josef II. zum Feldprotomedicus der Armee bestellt. 1785 wurde er Landesprotomedicus von Böhmen. Daneben wurde ihm die Oberdirektion der Armenversorgungsanstalten übertragen. Außerdem machte er sich um die Verbreitung der Kuhpockenimpfung in Böhmen verdient. Für seine Verdienste wurde er von Kaiser Leopold II. in den Adelsstand erhoben.
Bayer folgte 1795 einem Ruf von Kaiser Franz II. als Beisitzer der neuen Militärsanitätskommission.

## Werke (Auswahl)
- Grundriss der Pathologie, Kurzbeck, Wien 1782.
- Grundriss der Semiotik, Prag 1787.
- Grundriss der Hygiena, Prag 1788.
- Beschreibung der Armenversorgungsanstalten in Prag, Prag 1793.